# L'Enfer du devoir (série télévisée)
Pour les articles homonymes, voir L'Enfer du devoir.
L'Enfer du devoir ou Commando Viêt Nam (Tour of Duty) est une série télévisée américaine en 58 épisodes de 50 minutes, créée par L. Travis Clark et Steve Duncan et diffusée entre le 24 septembre 1987 et le 28 avril 1990 sur le réseau CBS.
En France, la série a été diffusée entre le 16 octobre 1988 et le 9 juin 1991 sur La Cinq et sur RTL Télévision, puis en partie car arrêtée faute d'audience en 1995 sur TF1, diffusée en 2003 sur Série club et enfin rediffusée sur Direct 8 en 2008. Au Québec, elle a été diffusée sur Historia.

## Synopsis
Cette série raconte l'histoire de la compagnie Bravo, un peloton de jeunes soldats américains, pendant la guerre du Viêt Nam à la fin des années 1960. 
Tandis que les États-Unis sont agités par des mouvements pacifistes, ces jeunes hommes se retrouvent dans un milieu hostile où ils doivent faire face aussi bien aux troupes ennemies qu'à leurs propres angoisses.
L'Enfer du devoir ne montre pas que les aspects atroces de la guerre. Il dépeint aussi les problèmes humains que rencontrent, au quotidien, ces jeunes soldats.

## Distribution
- Terence Knox (VF : Patrick Floersheim) : Sergent Clayton Ézekiel Anderson (entame son 3e tour de service au début du 1er épisode. Présent dans 57 épisodes de 1987 à 1990)
- Stephen Caffrey (VF : Edgar Givry) : Lieutenant Myron Goldman (originaire du Queen's. Présent dans les 58 épisodes de 1987 à 1990)
- Tony Becker : Caporal Daniel Percell (originaire de Anaheim, engagé volontaire. Présent dans 55 épisodes de 1987 à 1990)
- Stan Foster (VF : Daniel Russo puis Pierre Wermuth) : Marvin Johnson, (cité comme ayant 19 ans dans le tireur d'élite. Promu Sergent. Présent dans 41 épisodes de 1987 à 1989)
- Ramón Franco (VF : Patrick Poivey) : Alberto Ruiz (originaire du Bronx. Présent dans 52 épisodes de 1987 à 1990)
- Miguel A. Núñez, Jr. (VF : Luc Bernard) : 2e classe Marcus Taylor (1re classe depuis l'expérience du combat. Présent dans 53 épisodes de 1987 à 1990)
- Joshua Maurer : Soldat Roger Horn (ex-objecteur de conscience. Blessé à la fin de la 1re saison, il disparait de la série au bout de 18 épisodes de 1987 à 1988)
- Steve Akahoshi : Infirmier Randy « Doc » Matsuda (présent dans 12 épisodes de 1987 à 1988: 1re saison)
- Eric Bruskotter (VF : Patrick Préjean) : Scott Baker (présent dans 19 épisodes de 1987 à 1989: 1re saison)
- Kevin Conroy (VF : Claude Giraud) : Capitaine Rusty Wallace (tué dans un reportage tragique. Présent dans 12 épisodes de 1987 à 1988: 1e saison)
- Kim Delaney (VF : Anne Rondeleux) : Alex Devlin (présente dans 18 épisodes de 1989 à 1990 : 2e et 3e saison)
- Dan Gauthier (VF : Maurice Decoster) : Lieutenant Johnny McKay (présent dans 32 épisodes de 1989 à 1990 : 2e et 3e saisons)
- Lee Majors (VF : Marc de Georgi) : Thomas « Pop » Scarlett (présent dans 5 épisodes en 1990 : 3e saison)
- Betsy Brantley (VF : Marion Game) : Docteur Jennifer Seymour (présente dans 7 épisodes en 1989: 2e saison)
- John Dye : Francis Doc Hok (Hockenbury) (présent dans 18 épisodes de 1989 à 1990 : 3e saison)
- Carl Weathers : Colonel Carl Brewster (présent dans 9 épisodes de 1989 à 1990 : 2e et 3e saison)

## Fiche technique
- Directeur artistique : Cliff Searcy
- Réalisation : Bill L. Norton (10 épisodes), Aaron Lipstadt (2 épisodes), Jim Johnston (9 épisodes), Reynaldo Villalobos (en) (2 épisodes), Randy Roberts (3 épisodes), Ronald L. Schwary, Stephen L. Posey (8 épisodes), Charles Correll (3 épisodes), Bill Duke, James L. Conway, Robert Iscove, Ed Sherin (3 épisodes),, Bradford May (4 épisodes), Tommy Lee Wallace
- Photographie : Stephen L. Posey, Alan Caso
- Producteurs : Ronald L. Schwary, Jim Westman et Vahan Moosekian
- Producteur exécutif : Zef Braun
- Producteurs associés : J. Daniel Nichols et Vahan Moosekian
- Coproducteur : Stephen Phillip Smith
- Coproducteurs exécutifs : Bill L. Norton, Steve Bello, Dennis Cooper
- Scénario : Bill L. Norton, Steven Phillip Smith, Rick Husky, Brad Radnitz, Robert Burns Clark, Jim Beaver, Steve Bello, Bruce Reisman, Christian Darren, J. David Wyles, Dennis Cooper, Elia Katz, Jerry Patrick Brown
- Musique : Joseph Conlan
- Consultant musical : John McCullough
- Casting : Barbara Claman et Margaret Mc Sharry
- Casting Vietnamien : Louise Dushkin
- Directeur artistique : Mayling Cheng
- Effets spéciaux : Larry Roberts
- Coordinateur effets spéciaux : Ted Grossman
- Coordinateur scènes aériennes : Peter J. McKernan
- Lieu du tournage : Hawaii puis décor de la série MASH

## Épisodes

### Première saison (1987-1988)
1. [1]Commando Viêt Nam (Pilot)
2. Le Tunnel de la mort (Notes from the Underground)
3. Embuscades (Dislocations)
4. Commando spécial (War Lover)
5. L'Appât (Sitting Ducks)
6. Rivalités (Burn, Baby, Burn)
7. Frères, pères et fils (Brothers, Fathers and Sons)
8. Les Bons, les méchants et les morts (The Good, the Bad and the Dead)
9. Les Deux Frères (Battling Baker Brothers)
10. Déchirements (Nowhere to Run)
11. Un moment de faiblesse (Roadrunner)
12. Reportage tragique (Pushin' Too Hard)
13. Rock au Viêt Nam (USO Down)
14. État de siège (Under Siege)
15. Permission spéciale (Soldiers)
16. La Prisonnière et le lieutenant (Gray-Brown Odyssey)
17. De l'héroïne pour les héros (Blood Brothers)
18. Partira, partira pas ? (Short Timer)
19. Retour aux sources (Paradise Lost)
20. Prise d'otages (Angel of Mercy)
21. La Colline (The Hill)

### Deuxième saison (1989)
1. Saigon - 1re partie (Saigon - Part 1)
2. Saigon - 2e partie (Saigon - Part 2)
3. L'Expérience du combat (For What It's Worth)
4. Le Vrai Courage (True Grit)
5. Perte potentielle (Non-Essential Personnel)
6. Le Tireur d'élite (Sleeping Dogs)
7. Blessure à l'âme (I Wish It Would Rain)
8. Forces populaires (Popular Forces)
9. Les Conditions de l'engagement (Terms of Enlistment)
10. Cauchemar (Nightmare)
11. Terre promise (Promised Land)
12. Le Blues du cow-boy solitaire (Lonesome Cowboy Blues)
13. Meurtres en série (Sins of the Fathers)
14. Le Baiser d'adieu (Sealed with a Kiss)
15. Triste promo (Hard Stripe)
16. Volontaire (The Volunteer)

### Troisième saison (1989-1990)
1. Sauvés de justesse (The Luck)
2. Le Toubib (Doc Hock)
3. Les Liens les plus forts (The Ties That Bind)
4. La Solitude du chef (Lonely at the Top)
5. Un rempart de mensonges (A Bodyguard of Lies)
6. Une fin nécessaire (A Necessary End)
7. Drogue et désertion (Cloud Nine)
8. Insoumission héroïque (Thanks for the Memories)
9. Mission suicide (I Am What I Am)
10. La Dernière Mission (World in Changes)
11. Noël au Viêt Nam (Green Christmas)
12. Nulle part où aller (Odd Man Out)
13. Quand la mort viendra nous prendre (And Make Death Proud to Take Us)
14. La Mort d'un brave (Dead Man Tales)
15. La Route de Long Binh (Road to Long Binh)
16. Un pourcentage de perte acceptable (Acceptable Losses)
17. L'Horreur de la guerre (Vietnam Rag)
18. L'Exclu (War is a Contact Sport)
19. Commission d'enquête (Three Cheers for the Orange, White & Blue)
20. Le Raid (The Raid)
21. Retour au monde (Payback)

## Autour de la série
- La série est ponctuée par une bande son mythique, contenant des grands titres des années 1960–1970 tel que Paint It, Black des Rolling Stones (génériques de la 2e et 3e saisons), ou d'autres groupes mythiques comme The Temptations ou encore The Mamas & the Papas.

- La première saison de la série a été tournée à Hawaï. Pour les saisons suivantes, la production a notamment utilisé les éléments de décor de M*A*S*H, en Californie[1].

## Produits dérivés
Les premiers épisodes de la série sont sortis en VHS en 1990 édités par M6 Vidéo. Il y avait deux épisodes par K7.
Aucune édition DVD en langue française à ce jour.
Aux Pays-Bas, la musique de la série a été publiée en plusieurs CD. 6 CD standards, 1 best of et une édition Gold.